# رموز ملكية كندية
الرموز الملكية الكندية هي معرفات بصرية وسمعية للملكية الكندية، بما في ذلك نواب الملوك، في السلطات القضائية الاتحادية والإقليمية للبلاد. قد تميز هذه المعرفات تحديدًا المؤسسات الرسمية (مثل البرلمان أو قوات الشرطة)، المؤسسات ذات الروابط الملكية، أو تكون مجرد وسائل للتعبير عن المشاعر الموالية أو الوطنية.
وتقوم معظم الرموز الملكية في كندا على سابقاتها الموروثة من فرنسا، وإنجلترا، واسكتلندا، والأدلة على ذلك لا تزال واضحة حتى اليوم، على الرغم من إجراء التعديلات، مع مرور الوقت، لتشمل عناصر كندية فريدة. تم تجاهل بعض المجسمات أثناء سبعينيات القرن العشرين وبعده، في الهوية الكندية المتطورة، بينما تم إنشاء البعض الآخر في الفترة نفسها وحتى وقتنا الحاضر. واليوم، يمكن رؤية رموز النظام الملكي في الشارات العسكرية، شعارات النبالة الإقليمية والوطنية، والألقاب الملكية، والمعالم، والأسماء الرمزية للمواقع الجغرافية والآثار.

## الغرض

معيار السيادة، الذي استخدمته الملكة إليزابيث الثانية خاصةً عندما تولت منصب ملكة كندا، داخل الدولة وخارجها

أسلحة الملك لويس الرابع عشر المستخدمة في فرنسا الجديدة، بعد إعادة بناء المستعمرة كمقاطعة ملكية في فرنسا في 1663

تطور الاستعمال الحالي للرموز الملكية بدءًا من الشعارات الملكية الأولى وصور الملوك الفرنسيين، والإنجليز، والاسكتلنديين وفي وقت لاحق، البريطانيين التي جلبها المستعمرون إلى فرنسا الجديدة وأمريكا الشمالية البريطانية لإعادة تمثيل السلطة السيادية في أوروبا؛ وكان أول استخدام للتحقق من رمز الملكية في كندا عندما أظهر جاك كارتييه عام 1534 في شبه جزيرة غاسبيه شعار زهرة الزنبق الملكية الفرنسية. ومنذ ذلك الحين، تم إنشاء بعض الرموز لاستخدامها بشكل فريد في كندا، معظمها شارات النبالة، ولكنها زادت فقط بعد الحرب العالمية الأولى في القومية الكندية التي أدت إلى تغيير شكل الرموز الملكية ومعانيها بين الكنديين. ومنذ حصول كندا على الاستقلال التشريعي الكامل عن المملكة المتحدة في عام 1931، استخدمت صور الملك الحاكم، للدلالة على عضوية كندا إما في دول الكومنولث، أو  السلطة الملكية، الولاء لكندا، أو دولة كندا المستقلة.

## وصلات خارجية
- Department of Canadian Heritage website